# Kelly Silva
Kelly Silva – wenezuelska judoczka.
Wicemistrzyni igrzysk Ameryki Środkowej i Karaibów w 1990. 
Brązowa medalistka mistrzostw panamerykańskich w 1990 roku.